# Mitchell van der Gaag
Mitchell van der Gaag (Zutphen, 22 de outubro de 1971) é um treinador e ex-futebolista neerlandês que atuou como zagueiro. Atualmente comanda o Zurique.

## Carreira de jogador
Como jogador, Van der Gaag atuava como zagueiro, tendo iniciado a carreira em 1988 no PSV, onde permaneceu até 1994 - entre 1989 e 1992, foi emprestado ao NEC Nijmegen (31 jogos) e ao Sparta Rotterdam (59 partidas e 2 gols). Pelo time de Eindhoven, jogou 53 partidas e marcou 4 gols.
Defendeu ainda o Motherwell e o Utrecht antes de assinar com o Marítimo em 2001, onde jogou 154 vezes, marcando 17 gols. Deixou os gramados em 2007, quando jogava pelo Al Nassr, tendo feito apenas 27 jogos pelo clube saudita, fazendo 3 gols.

## Carreira como técnico
No início da temporada 2008/2009, Van der Gaag iniciou a trajetória como treinador ao serviço do Marítimo B, exercendo o cargo até setembro de 2009, quando, em virtude da demissão de Carlos Carvalhal do comando do time principal, foi alçado como treinador interino. Em 9 de maio de 2010, Mitchell levou o Marítimo a conquistar uma vaga para a Liga Europa, num jogo em que foi expulso, apesar da vitória sobre o Vitoria de Guimarães por 2 a 1, entrando para a história do clube madeirense, que comemorava 100 anos de existência. Em 2013, quando treinava o Belenenses, durante um jogo justamente contra o Marítimo, válido pela 5ª rodada da primeira divisão, sentiu-se mal e teve de abandonar o banco. Em seguida, declarou que iria permanecer inativo até sua recuperação. Com a saúde restabelecida, o ex-zagueiro decidiu deixar o cargo, repassando-o a Marco Paulo.
Após um ano parado, Van der Gaag voltou à ativa em 2015, treinando o Ermis Aradippou e o Eindhoven. Em junho de 2016, assinou com o Excelsior.

## Títulos como jogador
PSV
- Eredivisie (1): 1988/89
- KNVB Beker (1): 1988/89
- Johan Cruijff Schaal (1): 1992/93

## Títulos como treinador
Belenenses
- Segunda Liga (1): 2012/13